# Porky and Daffy in the William Tell Overture
 (juin 2021).
Si vous disposez d'ouvrages ou d'articles de référence ou si vous connaissez des sites web de qualité traitant du thème abordé ici, merci de compléter l'article en donnant les références utiles à sa vérifiabilité et en les liant à la section « Notes et références ».
Pour plus de détails, voir Fiche technique et Distribution.
Proky and Daffy in the William Tell Overture est un cartoon réalisé par Dan Haskett et sorti en 1991. Il met en scène Daffy Duck et Porky Pig interprétant l'ouverture de l'opéra de Gioacchino Rossini Guillaume Tell.

## Fiche technique
- Titre : Porky and Daffy in the William Tell Overture
- Réalisation : Dan Haskett
- Scénario : Greg Ford
- Production : Greg Ford
- Société de production : Warner Bros.
- Pays :  États-Unis
- Genre : Animation, comédie et film musical
- Durée : 2 minutes
- Dates de sortie : 
  -  États-Unis : 14 novembre 2006